# Rull de tronc

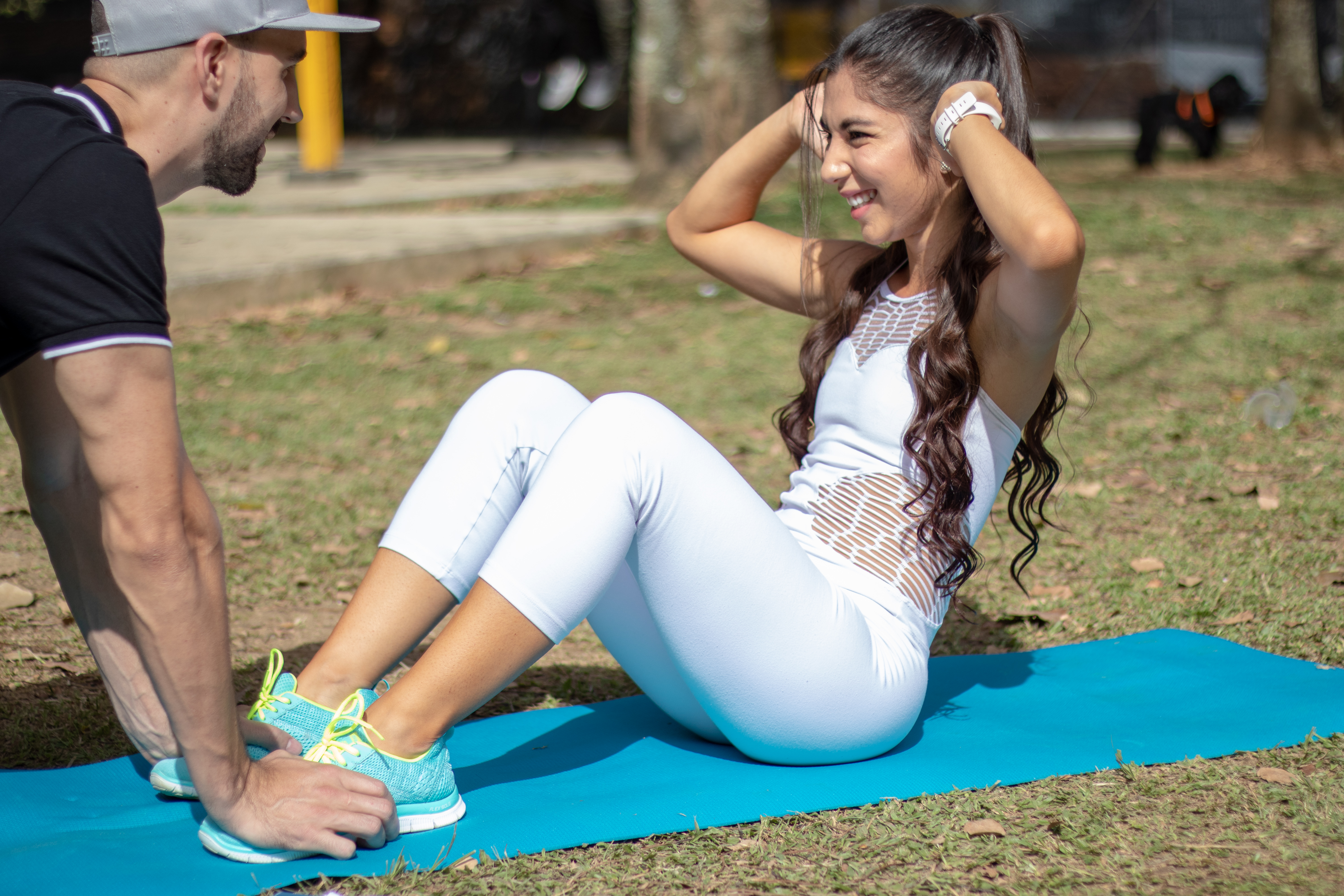
Posició de rull de tronc

El rull de tronc, elevació del tronc o simplement abdominals (sit-up en anglès) és un exercici d'entrenament de resistència abdominal per a enfortir, tensar i tonificar els músculs abdominals. És similar al que s'anomena crunch (en què els abdominals es dirigeixen al recte abdominal i també es treballen els oblics externs i interns), però el rull té un rang de moviment més complet i condiciona altres músculs també.

## Procediment
Es comença estirat amb l'esquena a terra, normalment amb els braços encreuats sobre el pit o amb les mans rere el cap i els genolls i els dits dels peus doblegats per tal d'intentar reduir l'estrès sobre els músculs de l'esquena i la columna. Tot seguit s'eleven les vèrtebres superiors i inferiors des del terra fins que tot allò més amunt de les natges no toqui el terra. Hi ha qui que defensa que els rulls poden ser perillosos a causa de l'alta càrrega lumbar compressiva, i és millor substituir-los per crunches en els programes d'exercici. Precisament, no s'ha vist que exercicis alternatius d'abdominals hagi afectat el rendiment amb els rulls, sinó ans al contrari.
La realització de rulls no provoca la reducció puntual de greix a la cintura.

### Variacions

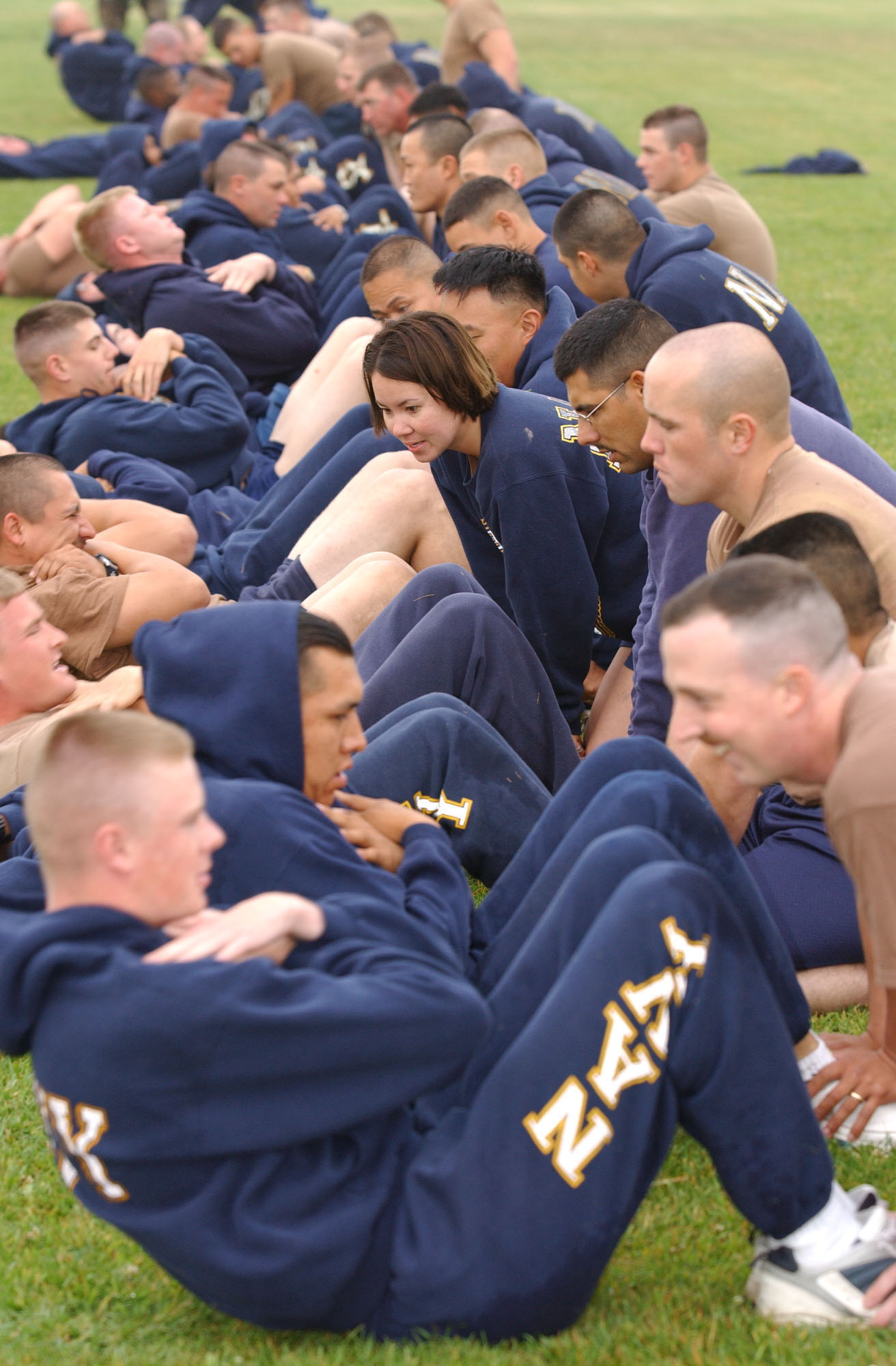
Forces armades realitzant una variació del rull de tronc

El moviment es pot facilitar col·locant els braços més avall del cap. Les variacions típiques d'això inclouen encreuar els braços per col·locar els palmells a la part davantera de les espatlles i estendre els braços cap als costats amb els palmells a terra. La variació amb «braços a les espatlles» també s'utilitza per a facilitar el rull inclinat.
S'aconsegueix un moviment més intens fent rulls amb pes, rulls inclinats amb els braços darrere del coll, i encara més dur fent-los inclinats amb pes.

## Riscos per a la salut
Amb una forma inadequada, els rulls complets poden causar mal d'esquena i arquejar massa la part inferior de l'esquena, augmentant-ne el risc de lesió.
Des de la dècada de 2010, totes les branques de les forces armades nord-americanes van començar a eliminar gradualment aquest exercici per l'alta taxa de lesions a la part inferior de l'esquena.